# Трояново (Калужская область)
Трояново— деревня в Жуковском районе Калужской области, в составе сельского поселения «ДеревняТростье».
Троян — персонаж южнославянского фольклора, также имя.

## География
Расположена на севере Калужской области. Рядом — Макарово, Тростье, на берегу реки Аложа.

## Климат
Умеренно-континентальный с выраженными сезонами года: умеренно жаркое и влажное лето, умеренно холодная зима с устойчивым снежным покровом. Средняя температура июля +18 °C, января −9 °C. Теплый период длится в среднем около 220 дней.

## Население
| 2002 | 2010 |
| ---- | ---- |
| 16   | ↘4   |

## История
В 1782 году деревня Трояново Тарусского уезда на речке Троянова. При селе Буриново вместе с Малое Буриново князя Михаила Никитича Волконского.
Серпуховская узкоколейная железная дорога соединяла Серпухов и населённые пункты, расположенных вблизи Угодского Завода. Её первый участок был открыт в 1900 году. Станции дороги: Серпухов — Лесная — 7 км — Шатово — Гавриловка (Оболенск) — Калугинская казарма — Мантейфелевский склад — Станки — Буриновская казарма — 22 км —Буриново — Трояново. Была полностью разобрана в середине 1960-х годов.